# Nathalie Boucheix
Nathalie Boucheix est une accordéoniste française, née le 1er août 1969, originaire de Perpezat (Puy-de-Dôme).

## Biographie
Nathalie Boucheix reçoit son premier accordéon et commence ses études musicales à Perpezat, à l'âge de dix ans. À vingt ans, elle entre à l’École de Musique du Thor (Vaucluse) sous la direction de Jacques Mornet avec qui elle prépare et remporte les grands concours internationaux d'accordéon. 

## Carrière
Elle se produit fréquemment en concerts et galas en France et à l'étranger avec un répertoire de musette et de variété. Elle participe à plusieurs tournées organisées en France avec Yvette Horner, André Verchuren, Maurice Larcange, Louis Corchia, Louis Ledrich et Michel Pruvot. Elle compte quelques passages télévisés dans les émissions La Chance aux chansons de Pascal Sevran (France 2) et Sur un air d'accordéon (France 3) de Michel Pruvot.
En parallèle de sa carrière d'artiste, elle co-fonde, en 1995, le Centre national et international de musique et d’accordéon de Saint-Sauves-d’Auvergne (CNIMA) avec Jacques Mornet et y enseigne l'accordéon. Elle en prend la direction en 2010.

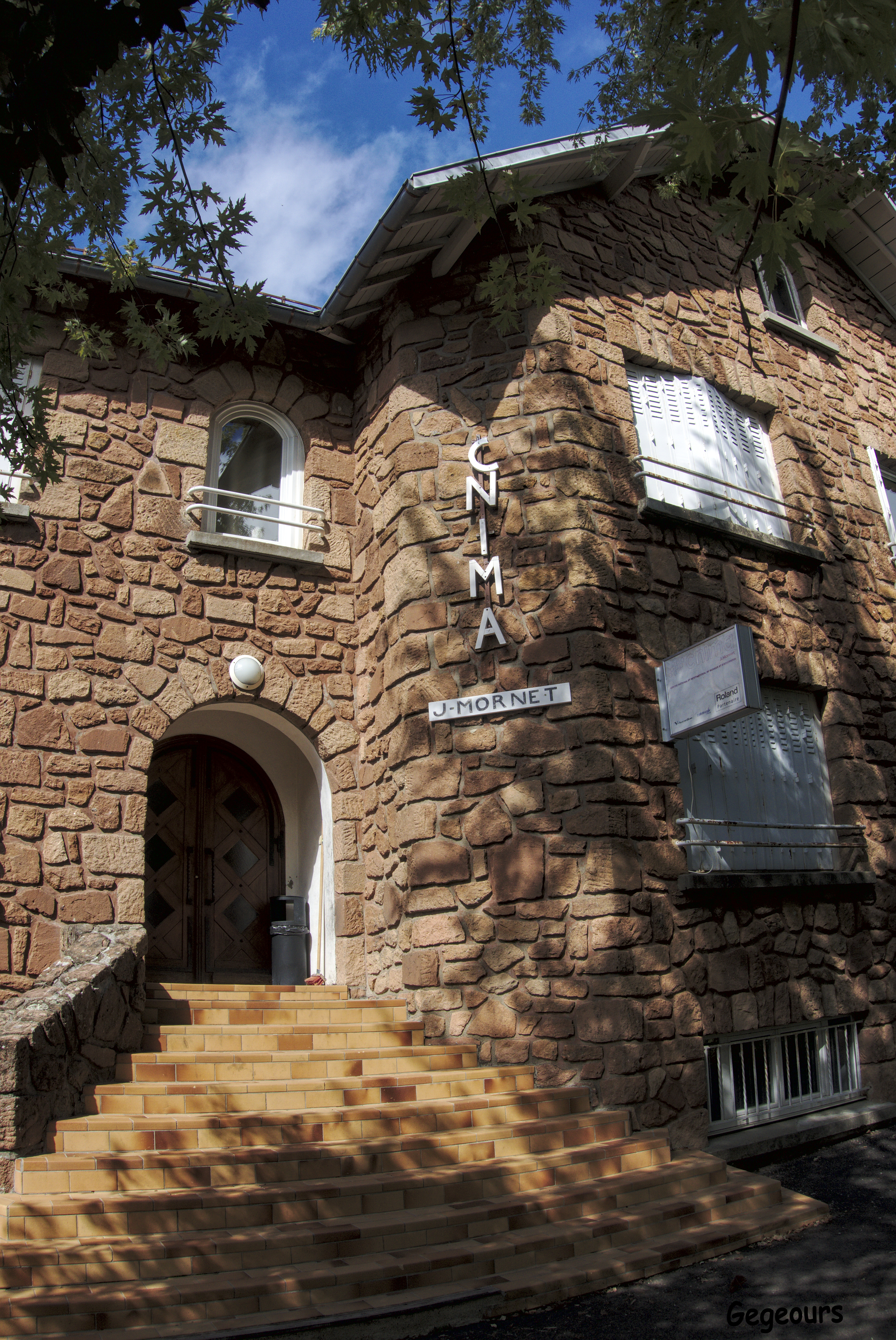
Le Centre national et international de musique et accordéon à Saint-Sauves-d'Auvergne.

## Distinctions
- Prix Baxter de la Sacem, en 2003
- Trophée mondial, catégorie variétés à Alassio (Italie), en 1994[5]
- Vainqueur au Grand Concours International, catégorie variétés, de Klingenthal (Allemagne), en 1994[5]
- Vainqueur du prix Medard Ferrero - Finales Nationales du concours U.F.F.A. (Union Fédérale Française de l'Accordéon), en 1993
- Sélectionnée dans le groupe " Super Prodiges " et " Génération 2000 " de l'Accordéon, en 1989[6]